# خدایا آن‌جایی؟ منم مارگرت (فیلم)
خدایا آن‌جایی؟ منم مارگرت. (به انگلیسی: Are You There God? It's Me, Margaret.) یک فیلم کمدی-درام آمریکایی محصول سال ۲۰۲۳ است که توسط کلی فرمون کریگ کارگردانی شده‌است. این فیلم بر اساس رمانی به همین نام نوشته جودی بلوم ساخته شده‌است. در این فیلم ابی رایدر فورتسون در نقش شخصیت اصلی به همراه ریچل مک‌آدامز، ال گراهام، بنی سافدی و کتی بیتس بازی می‌کنند.
این فیلم اولین نمایش جهانی خود را ۲۳ آوریل ۲۰۲۳ در جشنواره بین‌المللی فیلم سان فرانسیسکو انجام داد و در ۲۸ آوریل ۲۰۲۳ توسط لاینزگیت فیلمز در ایالات متحده اکران شد. این فیلم مورد تحسین منتقدان قرار گرفت و ۲۰ میلیون دلار فروش کرد.